# Matilde Andraud
Matilde Andraud (ur. 28 kwietnia 1989 w Montpellier) – francuska lekkoatletka specjalizująca się w rzucie oszczepem.
Na eliminacjach kończyła udział w mistrzostwach Europy juniorów (2007) oraz mistrzostwach świata juniorów (2008). Finalistka młodzieżowych mistrzostw Europy w Ostrawie (2011). Reprezentantka Francji w meczach międzypaństwowych młodzieżowców i pucharze Europy w rzutach lekkoatletycznych. Złota medalistka mistrzostw kraju (2012).
Rekordy życiowe: stadion – 63,54 (21 maja 2016, Halle); hala – 53,29 (5 lipca 2010, Lons-le-Saunier).

## Osiągnięcia
| Rok  | Impreza                                 | Miejsce               | Lokata            | Wynik |
| ---- | --------------------------------------- | --------------------- | ----------------- | ----- |
| 2007 | Mistrzostwa Europy juniorów             | Hengelo               | el. – 21. miejsce | 43,14 |
| 2008 | Mistrzostwa świata juniorów             | Bydgoszcz             | el. – 15. miejsce | 49,00 |
| 2010 | Zimowy puchar Europy w rzutach          | Arles                 | 6. miejsce        | 51,31 |
| 2010 | Superliga drużynowych mistrzostw Europy | Bergen                | 10. miejsce       | 48,54 |
| 2011 | Zimowy puchar Europy w rzutach          | Sofia                 | 6. miejsce        | 51,89 |
| 2011 | Młodzieżowe mistrzostwa Europy          | Ostrawa               | 12. miejsce       | 50,61 |
| 2012 | Zimowy puchar Europy w rzutach          | Bar                   | 2. miejsce Gr. B  | 54,84 |
| 2013 | Zimowy puchar Europy w rzutach          | Castellón de la Plana | 2. miejsce Gr. B  | 54,32 |
| 2013 | Igrzyska śródziemnomorskie              | Mersin                | 4. miejsce        | 52,20 |
| 2015 | Zimowy puchar Europy w rzutach          | Leiria                | 5. miejsce        | 58,75 |
| 2016 | Puchar Europy w rzutach                 | Arad                  | 4. miejsce        | 58,91 |
| 2016 | Mistrzostwa Europy                      | Amsterdam             | el. – 20. miejsce | 55,28 |
| 2016 | Igrzyska olimpijskie                    | Rio de Janeiro        | el. – 24. miejsce | 56,61 |
| 2017 | Puchar Europy w rzutach                 | Las Palmas            | 10. miejsce       | 53,17 |